# No Dogs Allowed
"No Dogs Allowed" is een nummer van de Puerto Ricaanse zanger José Feliciano uit 1969.
Als de blinde Feliciano eind jaren zestig naar Londen reist voor een optreden wordt zijn geleidehond door de douane tegengehouden; om hondsdolheid op de Britse eilanden te voorkomen is een quarantaineperiode van een half jaar vereist. Deze ervaring heeft Feliciano verwerkt in het lied No Dogs Allowed dat hij schreef samen met zijn vrouw.
Het nummer wordt in Nederland uitgebracht als B-kant van de single Point of View. Hoewel het de B-kant is, krijgt deze zijde van de single veel meer airplay en de verkopen brengen de single naar de zesde plek in de Nederlandse Top 40. Buiten Nederland had Feliciano geen succes met deze single.

## NPO Radio 2 Top 2000
No dogs allowed stond alleen in 1999 in de NPO Radio 2 Top 2000, op plek 1656.